# Херманс Улф Бенд
„Херманс Уулф Бенд“ (Herman's Wolf Band) е българска рок група, създадена през 1991 година в София.

## История
Групата се сформира през 1991 г. и започва да концертира под името Herman's Wolf Band, свързано с романа „Степния вълк“ от 1927 г. на немския писател Херман Хесе.
Първият албум на групата е издаден от Рива Саунд Рекърдс (Riva Sound Records, Inc.) през 1993 година и донася популярност на дотогава относително неизвестната група. През 1994 г. клипът на парчето Keep on Rocking' от този албум започва се излъчва често по БНТ, което води до ново популяризиране на групата в България.
Вторият албум на групата „An Essay Towards a New Theory of Vision“ излиза през 1994 г., издаден този път от Stars Records и е озаглавен по едноименния трактат на английския философ Джордж Бъркли от 1709 г., чието заглавие е превеждано на български като „Опит върху една нова теория на зрението“. Албумът е ко-продуциран от Павел Вежинов (син). След излизането си, албумът е представен с турне в цялата страна и с успешен концерт в Студентския дом в София през 1995 г.
През 1995 г. отново Рива Саунд издава третия албум на Herman's – „Hermaneutics“. Христо Намлиев разказва в наши дни пред сайта „Metal Hangar“, че се е „получил доста по-твърд от предишните, въпреки оцветяването с текстове на Л.Керъл и Т.С.Елиът, цитат от цигулковия концерт на Брамс и малко индийски мотиви.“
През 1998 г. групата и Рива Саунд продължават с албума, озаглавен простичко „ІV“. Той вече е на CD-носител и запознати с творчеството на HWB смятат, че е най-добрият.
Въпреки тежките злоупотреби с алкохола от Духи, вокалист на групата и съавтор в повечето собствени композиции, Herman's Wolf Band са много продуктивни, като непрекъснато създават нови композиции и не прекъсват концертните си изяви.
Групата издава общо пет албума, последният от тях 'Wild Things' излиза през 2001 г. издаден от Joker Media. В албума половината парчета са кавър-версии на известни рок-образци, представляващи основните влиания върху Herman's Wolf Band.
През 2002 г. групата спира изявите си и се разпада, поради смъртта на вокалиста и фронтмен Духи.

## Членове
- Димитър Филипов - Духи – вокал
- Александър Петков – китара
- Христо Намлиев – кийборд
- Иван Несторов – бас китара
- Теодор Тихин – барабани
- Емил Костов - Бокси – барабани
- Явор Александров – барабани
- Божидар Тренков – барабани

## Дискография
- I, 1993
- An Essay Towards A New Theory Of Vision, 1994
- Hermaneutics, 1995
- IV, 1998
- V (Wild Things), 2001
- VI (Hard Works), 2004
- VI (Art Works), 2004